# Forte da França
Forte da França (português brasileiro) ou Forte de França (português europeu) (em francês:  Fort-de-France) é a cidade capital da Martinica, ilha do Caribe que é departamento de ultramar da França. É uma das maiores cidades caribenhas. Suas principais exportações incluem açúcar, rum, frutas enlatadas e cacau.

## História
Em 1638, Jacques Dyel du Parquet (1606-1658), sobrinho de Pierre Belain d'Esnambuc e primeiro Governador de Martinica, decidiu construir o Forte Saint Louis para proteger a cidade de ataques inimigos. O forte foi destruído tempos depois e reconstruído em 1669, quando Luís XIV nomeou o Marquês de Baas como Governador-Geral. Sob suas ordens e de seus sucessores, particularmente do Conde de Blénac, o forte foi construído com o design de Vauban.

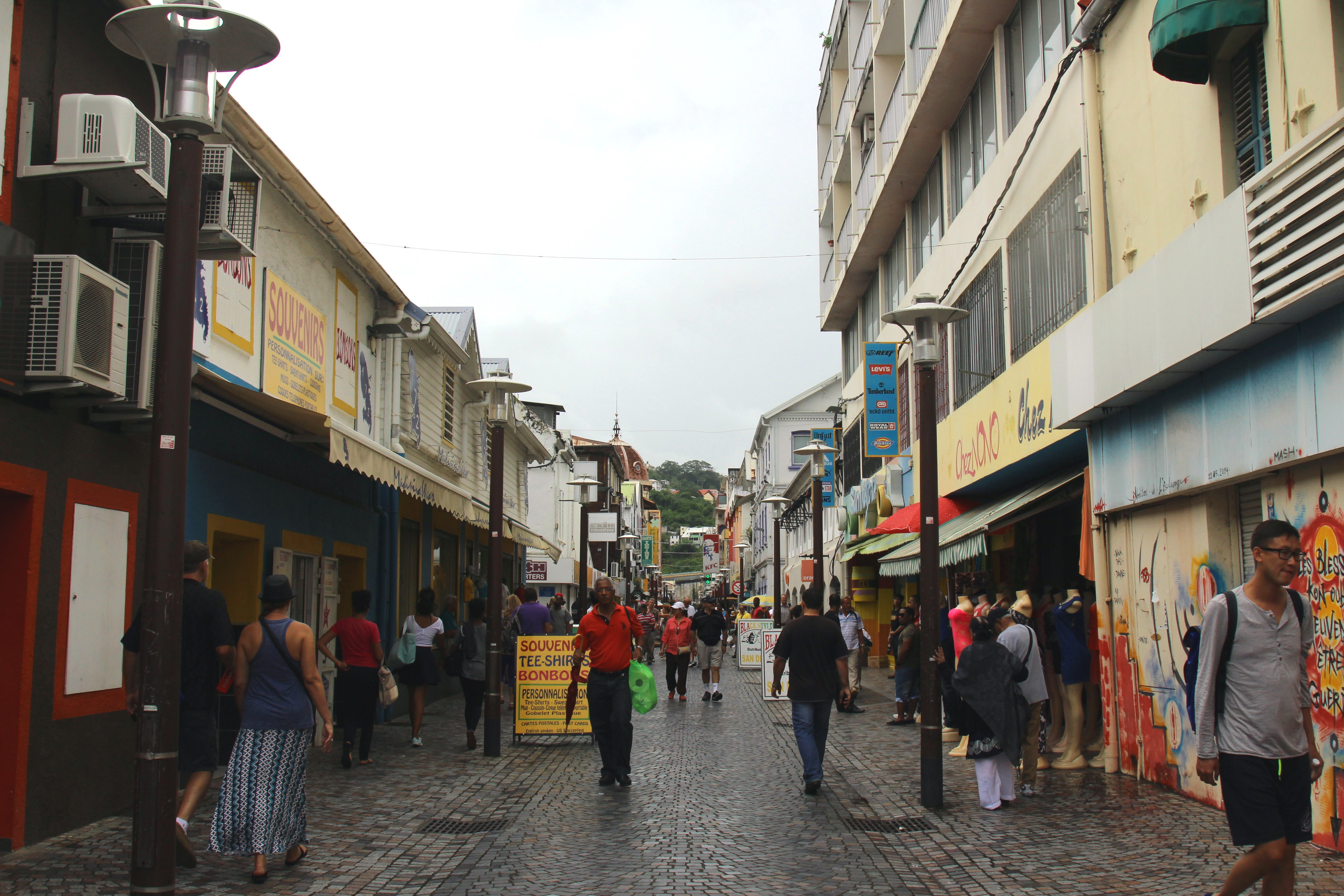
Aspecto da cidade

Originalmente nomeada de Fort-Royal, a capital da Martinica foi ofuscada por Saint-Pierre, a mais antiga cidade da ilha, que era renomada pelo seu comércio e sua cultura e conhecida como "A Paris caribenha".
O nome da cidade de Fort-Royal foi mudado para "Fort-La-Republique" durante a Revolução Francesa, e finalmente definida como Fort-de-France (Forte da França) em meados do século XIX. O nome antigo de Fort-Royal ainda é usado hoje em dia familiarmente na língua crioula dos nativos como "Foyal", sendo os habitantes chamados de "Foyalais".
A cidade teve vários desastres. Forte da França foi conquistada por uma expedição britânica em 1762, e posteriormente reconquistada pelos franceses. Parcialmente destruída por um terremoto em 1839 e devastada por um incêndio em 1890. Já no século XX, Forte da França se tornou importante economicamente, principalmente depois de uma erupção vulcânica ter destruída a cidade de Saint-Pierre, em 1902.
Até 1918, quando o seu crescimento comercial começou, Forte da França tinha um fornecimento de água inadequado, era parcialmente rodeada de pântanos e possuía inúmeros casos de Febre Amarela. Os pântanos hoje em dia, foram drenados e dão lugar aos extensos subúrbios.

## Geografia

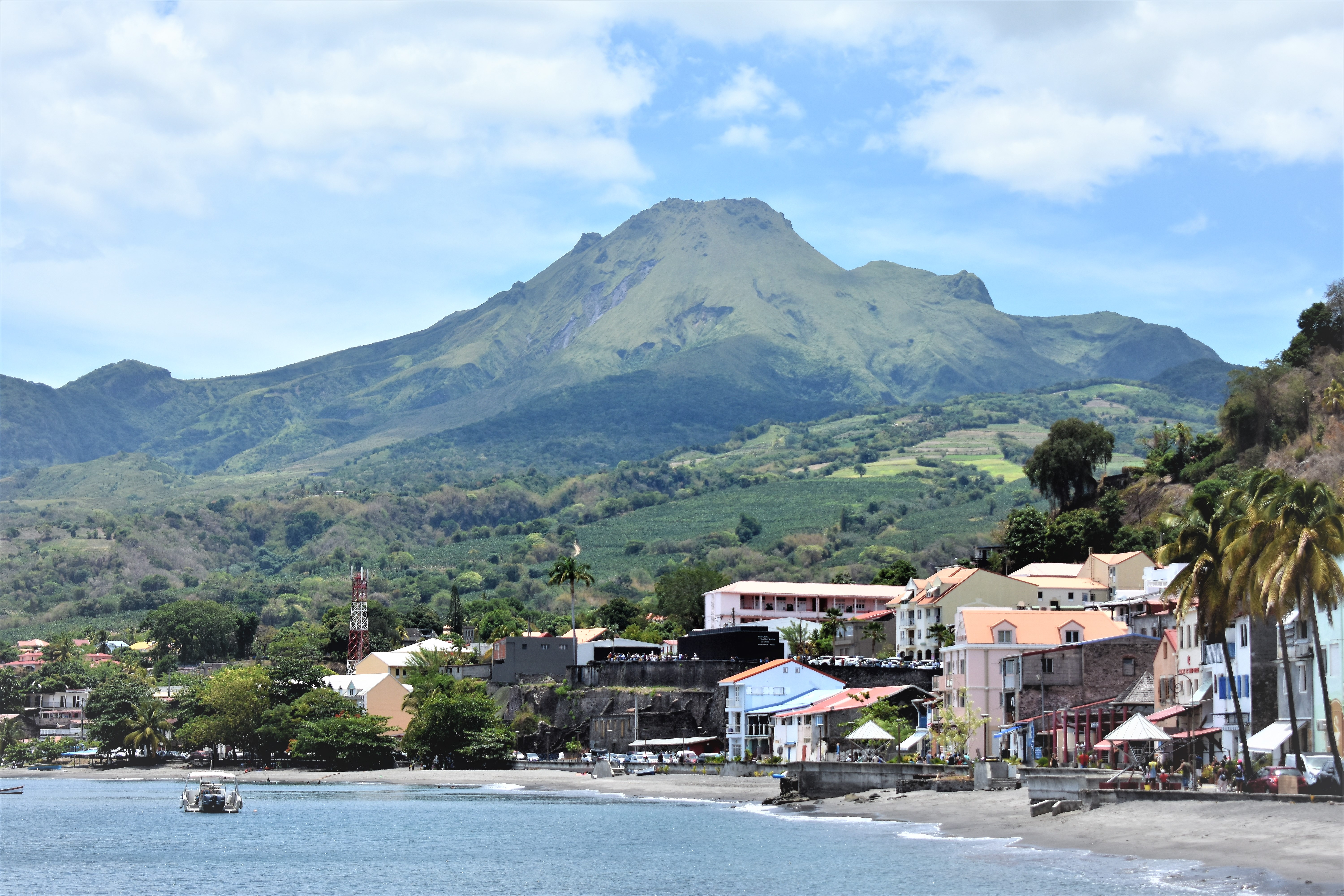
Monte Pelée

Fort-de-France localiza-se na costa oeste da Martinica, no norte da baía de Forte da França. A cidade está numa estreita planície entre o mar e as colinas, mas é acessível por todas as partes da ilha.
Martinica é uma ilha vulcânica que fica na borda das placas tectônicas do Caribe e Sul-Americana.
Seu ponto mais alto é o Monte Pelée, com 1 397m. Pelée é um vulcão que destruiu a cidade de Saint-Pierre em 1902, que era antes, a mais importante cidade da Martinica. Saint-Pierre sofreu com o fluxo piroclástico e, depois, com a lava do vulcão. Foi uma das erupções mais devastadoras que se tem conhecimento, deixando de 30 000 a 40 000 mortos.
Desde 1902, Forte da França é a principal cidade da Martinica.

## Transportes
Martinica possui apenas um aeroporto comercial, sendo ele o Aeroporto Internacional Aimé Césaire.
Forte da França é o maior porto de Martinica e o quinto maior da França. De lá, saem balsas diariamente para Guadalupe, Dominica, Santa Lúcia, Maria Galante e Ilhas dos Santos.
As rodovias são boas e há ônibus que ligam Forte da França e São Pedro.
Martinica não possui ferrovias.

## Clima
| Dados climatológicos para Fort-de-France | Dados climatológicos para Fort-de-France | Dados climatológicos para Fort-de-France | Dados climatológicos para Fort-de-France | Dados climatológicos para Fort-de-France | Dados climatológicos para Fort-de-France | Dados climatológicos para Fort-de-France | Dados climatológicos para Fort-de-France | Dados climatológicos para Fort-de-France | Dados climatológicos para Fort-de-France | Dados climatológicos para Fort-de-France | Dados climatológicos para Fort-de-France | Dados climatológicos para Fort-de-France | Dados climatológicos para Fort-de-France |
| Mês                                      | Jan                                      | Fev                                      | Mar                                      | Abr                                      | Mai                                      | Jun                                      | Jul                                      | Ago                                      | Set                                      | Out                                      | Nov                                      | Dez                                      |                                          |
| ---------------------------------------- | ---------------------------------------- | ---------------------------------------- | ---------------------------------------- | ---------------------------------------- | ---------------------------------------- | ---------------------------------------- | ---------------------------------------- | ---------------------------------------- | ---------------------------------------- | ---------------------------------------- | ---------------------------------------- | ---------------------------------------- | ---------------------------------------- |
| Temperatura máxima recorde (°C)          | 31,5                                     | 32,1                                     | 33,6                                     | 33,0                                     | 33,9                                     | 33,6                                     | 33,6                                     | 33,0                                     | 33,8                                     | 33,0                                     | 32,1                                     | 31,3                                     |                                          |
| Temperatura máxima média (°C)            | 27,5                                     | 27,8                                     | 28,5                                     | 29,4                                     | 29,8                                     | 29,5                                     | 29,5                                     | 30,0                                     | 30,3                                     | 30,0                                     | 29,0                                     | 28,1                                     |                                          |
| Temperatura mínima média (°C)            | 21,9                                     | 21,7                                     | 22,0                                     | 22,8                                     | 23,6                                     | 24,0                                     | 23,9                                     | 24,0                                     | 24,0                                     | 23,8                                     | 23,4                                     | 22,6                                     |                                          |
| Temperatura mínima recorde (°C)          | 17,8                                     | 17,3                                     | 18,6                                     | 18,9                                     | 19,9                                     | 20,0                                     | 18,4                                     | 19,5                                     | 17,9                                     | 20,2                                     | 19,7                                     | 17,4                                     |                                          |
| Precipitação (mm)                        | 119,5                                    | 77,8                                     | 74,3                                     | 94,0                                     | 131,5                                    | 159,8                                    | 219,3                                    | 254,7                                    | 234,5                                    | 265,9                                    | 254,5                                    | 134,7                                    |                                          |
| Dias com precipitação                    | 18,93                                    | 13,60                                    | 12,77                                    | 11,50                                    | 12,70                                    | 16,43                                    | 20,00                                    | 19,57                                    | 17,90                                    | 18,17                                    | 19,00                                    | 17,60                                    |                                          |
| Insolação (h)                            | 203,6                                    | 198,5                                    | 223,8                                    | 211,3                                    | 208,1                                    | 191,0                                    | 200,7                                    | 224,5                                    | 206,1                                    | 182,9                                    | 184,4                                    | 201,8                                    |                                          |
| Fonte: MeteoFrance                       |                                          |                                          |                                          |                                          |                                          |                                          |                                          |                                          |                                          |                                          |                                          |                                          |                                          |